# 294e division d'infanterie
La 294e division d'infanterie (en allemand : 294. Infanterie-Division ou 294. ID) est une des divisions d'infanterie de l'armée allemande (Wehrmacht) durant la Seconde Guerre mondiale.

## Historique
La 294e division d'infanterie est formée le 6 février 1940 dans le secteur de Döbeln dans le Wehrkreis IV en tant qu'élément de la 8. Welle (8e vague de mobilisation).
Elle prend part aux opérations sur le Front de l'Ouest, avec la campagne de Belgique et de France en 1940.
Après une période de formations et d'occupations en France, la division est transférée dans les Balkans en 1941 et prend part à l'invasion de la Yougoslavie.
Transférée sur le Front de l'Est en juillet 1941, elle combat en Ukraine et en Russie méridionale. Réduite à un Kampfgruppe (groupe de combat) après avoir subi de lourdes pertes lors de son retrait à travers l'Ukraine, elle est renforcée par l'ajout du divisions-Gruppe 333 en novembre 1943.
En novembre 1943, elle combat à Nikopol. En aout 1944, elle est totalement détruite par l'armée rouge lors de l'opération de Jassy-Kichinev à Chişinau en Moldavie en Roumanie. Elle est officiellement dissoute le 9 octobre 1944.
En 1945, l'unité prend part aux opérations anti-partisans en Croatie :
- Opération Werwolf

## Organisation

### Commandants
| Date                            | Grade                  | Commandant           |
| ------------------------------- | ---------------------- | -------------------- |
| 13 février 1940 - 22 mars 1942  | Generalleutnant        | Otto Gabcke          |
| 22 mars 1942 - 12 août 1943     | General der Infanterie | Johannes Block       |
| 12 août 1943 - 24 décembre 1943 | Generalmajor           | Hermann Frenking     |
| 24 décembre 1943 - 26 août 1944 | Generalmajor           | Werner von Eichstädt |

### Officiers d'opérations (Generalstabsoffiziere (Ia))
| Date                        | Grade               | Commandant      |
| --------------------------- | ------------------- | --------------- |
| Février 1940 - Janvier 1942 | Major i.G.          | Joachim Staats  |
| Janvier 1942 - Mars 1942    | Major i.G.          | Theodor Plock   |
| 23 mars 1942 - 20 mai 1944  | Oberstleutnant i.G. | Theodor Mehring |
| 20 mai 1944 - 24 août 1944  | Oberstleutnant i.G. | Luitpold Leeb   |

## Théâtres d'opérations
- Allemagne : Février 1940 - Mai 1940
- Belgique et France : Mai 1940 - Mars 1941
  - Campagne des 18 jours, Campagne de France.
- Balkans : Mars 1941 - Juillet 1941
  - 6 avril au 28 mai 1941 :  participe à l'invasion de la Grèce.
- Front de l'Est, secteur Sud : Juillet 1941 - Août 1944
  - Juillet 1941- aout 1944 : Opération Barbarossa dans le groupe d'armées Sud.

## Ordres de bataille
1940
- Infanterie-Regiment 513
- Infanterie-Regiment 514
- Infanterie-Regiment 515
- Artillerie-Regiment 294
  - I. Abteilung
  - II. Abteilung
  - III. Abteilung
- Pionier-Bataillon 294
- Panzerabwehr-Abteilung 294
- Nachrichten-Abteilung 294
- Feldersatz-Bataillon 294
- Versorgungseinheiten 294

1942
- Grenadier-Regiment 513
- Grenadier-Regiment 514
- Grenadier-Regiment 515
- Artillerie-Regiment 294
  - I. Abteilung
  - II. Abteilung
  - III. Abteilung
  - IV. Abteilung
- Pionier-Bataillon 294
- Panzerjäger-Abteilung 294
- Nachrichten-Abteilung 294
- Versorgungseinheiten 294

1943-1944
- Grenadier-Regiment 513
- Grenadier-Regiment 514
- Grenadier-Regiment 515 (1)
- Grenadier-Regiment 685 (2)
- Divisions-Gruppe 333 (3)
  - Stab der Gruppe
  - Regiments-Gruppe 679
  - Regiments-Gruppe 680
- Füsilier-Bataillon 333 (4)
- Artillerie-Regiment 333 (5)
  - I./Artillerie-Regiment 294
  - II./Artillerie-Regiment 294
  - III./Artillerie-Regiment 333
  - IV./Artillerie-Regiment 294
- Pionier-Bataillon 294
- Panzerjäger-Abteilung 294
- Nachrichten-Abteilung 294
- Feldersatz-Bataillon 294
- Versorgungseinheiten 294

## Décorations
Certains membres de cette division se sont fait décorer pour faits d'armes :
- Agrafe de la liste d'honneur
  - 5
- Croix allemande
  - en Or : 28
- Croix de chevalier de la Croix de fer
  - 9